# Rebecca Petch
Rebecca Petch (Te Awamutu, 9 de julho de 1998) é uma ciclista neozelandesa.

## Carreira
De Te Awamutu, Petch começou a andar de BMX aos 3 anos. No Campeonato Mundial de BMX da UCI, ela ficou em 15º lugar em Rock Hill em 2017, terminou em 11º em Baku em 2018 e em 25º em Heusden-Zolder em 2019.
Em 17 de junho de 2021, Petch foi selecionada para a equipe olímpica de seu país como a única ciclista de BMX da Nova Zelândia para os Jogos Olímpicos de Verão de Tóquio 2020.
Petch foi medalhista de ouro nos Jogos da Commonwealth de 2022 na competição de velocidade por equipes femininas.
Ela foi selecionada para o sprint por equipe no Campeonato Mundial de Ciclismo de Pista UCI de 2023 em Glasgow, no qual a equipe da Nova Zelândia ficou em quinto lugar.
Ela correu como parte da equipe de velocidade da Nova Zelândia que disputou a Copa das Nações UCI em Hong Kong em março de 2024.
Ela competiu nas Olimpíadas de Paris de 2024 na corrida de velocidade por equipes e fez parte da equipe em 5 de agosto de 2024 que brevemente estabeleceu um novo recorde mundial nas eliminatórias e ganhou a medalha de prata.